# Zhahe
Zhahe (kinesiska: 扎河, 扎河乡) är en socken i Kina. Den ligger i socknen Zhahe, provinsen Qinghai, i den nordvästra delen av landet, omkring 670 kilometer sydväst om provinshuvudstaden Xining. Antalet invånare är 5204. Befolkningen består av 2 577 kvinnor och 2 627 män. Barn under 15 år utgör 35 %, vuxna 15-64 år 59 %, och äldre över 65 år 4,0 %.